# Grand Circus Park (Detroit People Mover)
Grand Circus Park es una estación del Detroit People Mover y del  QLine. Es administrada por el Departamento de Transporte de Detroit y se encuentra localizada en la intersección de la calle Park y la avenida Woodward en Detroit, Míchigan. La estación Grand Circus Park fue inaugurada en 1987 en la zona sur del Grand Circus Park, en el David Whitney Building. 

## Descripción
La estación Grand Circus Park cuenta con 1 plataforma lateral. Desde 2017 esta estación también hace parte del QLine, que atraviesa de norte a sur el Grand Circus Park siguiendo la Avenida Woodward.